# Pseudidarnes
Pseudidarnes är ett släkte av steklar. Pseudidarnes ingår i familjen fikonsteklar.
Kladogram enligt Catalogue of Life:
| Pseudidarnes | \| \| Pseudidarnes flavicollis \| \| \| \| \| \| Pseudidarnes minerva \| \| \| \| |
|              | \| \| Pseudidarnes flavicollis \| \| \| \| \| \| Pseudidarnes minerva \| \| \| \| |
|              | Pseudidarnes flavicollis                                                          |
|              |                                                                                   |
|              | Pseudidarnes minerva                                                              |
|              |                                                                                   |